# Bandiera di Jalisco
La bandiera dello Stato messicano di Jalisco è stata adottata il 5 febbraio 2008. Essa è un rettangolo diviso in due fasce verticali di misure identiche, di colore oro verso il pennone e blu verso l'esterno; lo Stemma dello Stato, al centro, ha il diametro di tre quarti dell'altezza. Il rapporto tra larghezza e la lunghezza della bandiera è di 7:4.
Negli Stati Uniti del Messico le bandiere degli Stati non sono disciplinate dalla legislazione federale, che non fa menzione delle bandiere degli Stati e dei Comuni. Nel corso del XIX secolo, agli albori del Messico indipendente, furono create alcune bandiere per contrassegnare i movimenti separatisti come quello della Repubblica dello Yucatán, della Repubblica di Rio Grande o la secessione del Tabasco nel 1841 e 1846.
Forse questo fatto è stato preferito al fine di evitare che gli Stati abbiano una loro bandiera, al fine di mantenere la coesione nazionale in tutto il paese sotto i colori della bandiera federale.
Storicamente, tuttavia, è spesso emersa da parte degli Stati la volontà di avere bandiere proprie. Il 22 febbraio 2008 Jalisco fu il primo Stato messicano di riconoscere ufficialmente la sua bandiera e con colori diversi rispetto alla bandiera del Messico.
Il 14 settembre 2010 il Congresso di Stato ha riconfermato (a Guadalajara), in occasione delle celebrazioni del bicentenario del Messico, la volontà di avere un inno e una bandiera.